# 羅廷紳
羅廷紳（？—？），字公書，號小山，陝西西安府邠州淳化縣人，民籍，明朝政治人物。

## 生平
嘉靖二十五年（1546年）丙午科陝西鄉試第四十名舉人，三十二年（1553年）中式癸丑科會試第二百五十四名，二甲第十一名進士。工部觀政，授戶部主事，升員外郎、郎中，出為保寧府知府。

## 家族
曾祖羅楫，開州知州；祖父羅九霄，壽官；父羅中夫，母劉氏。從兄羅廷繡（四川巡撫），弟羅廷緒、羅廷纁。